# ویلیام فاژ
ویلیام فاژ (انگلیسی: William Foege؛ زادهٔ ۱۲ مارس ۱۹۳۶) سیاست‌مدار اهل ایالات متحده آمریکا است.
وی همچنین برندهٔ جوایزی همچون نشان افتخار آزادی رئیس‌جمهوری شده‌است.